# 阿納爾·夏皮拉
阿納爾·埃利亞基姆·夏皮拉（希伯來語：ענר אליקים שפירא，2001年3月12日—2023年10月7日）是一名在2023年哈瑪斯發動突襲以色列的阿克薩洪水行動中被殺害之以色列人。當時，他參加了在雷姆舉辦的一場露天迷幻音樂節，參加者遭到哈瑪斯武裝分子的無差別射殺。夏皮拉在一個掩體裡和其他人躲避火力，並且將哈瑪斯武裝分子投向藏身掩體的7枚手榴彈扔回給武裝分子，最終拯救至少7人的生命，使他們在大屠殺中倖存下來。因為他的行為，他被以色列和國際媒體稱為「英雄」。

## 生平
夏皮拉是摩西和希拉·夏皮拉的7名兒女中的長子。其是耶路撒冷梅爾法布宗教男子高中的校友。在他去世時，他正在以色列國防軍納哈爾旅精銳部隊服役，軍銜上士，他預計還有4個月就退役。
夏皮拉的祖父，哈尼那·本·梅納赫姆，是希伯來大學的猶太法學教授。他的祖母，耶米瑪·本·梅納赫姆，也是教授。他的曾祖父是海姆-摩西·夏皮拉，是以色列獨立宣言的簽署人之一。

## 雷姆音樂節大屠殺
2023年10月7日，夏皮拉跟他的朋友赫許·戈德堡-波林一同參加了在雷姆舉辦的迷幻露天音樂節。哈瑪斯武裝分子突然發動攻擊，對音樂節的人群無差別開火。夏皮拉和他的朋友們逃到雷姆的一個公共掩體裡，和其他二十多名逃生者一起躲避。據報導指，夏皮拉鼓勵掩體裡的人不要放棄，告訴他們以色列軍隊馬上就會來救他們。夏皮拉守在出口的位置，對身邊的人說，如果武裝分子或手榴彈攻進來，他會把手榴彈丟回去。
幾分鐘內，哈瑪斯武裝分子不斷地向掩體裡的人開槍和擲手榴彈，試圖殺死藏在裡面的人，夏皮拉用盡全力把他們扔進來的7枚手榴彈丟了出去；但第8枚在他手裡爆開，奪走他的性命。11月14日，有人在網上發佈一段錄像，記錄了他的英勇事蹟。夏皮拉的朋友戈德堡-波林，據報導指也回扔手榴彈，他的手被手榴彈炸掉，但他能夠在他的手臂上繫上止血帶，隨後被當作人質帶走。在掩體裡和夏皮拉一起躲避的人，只有7個人活了下來。
一位和夏皮拉同時躲在掩體裡的倖存者後來感慨地說：「阿納爾·夏皮拉……是我們的救星，他值得獲得最高的榮譽，因為他就像一位守護我們的天使。」

## 葬禮
2023年10月13日，夏皮拉安葬在赫茨爾山的軍人公墓。
在為夏皮拉哀悼七天之後，他的父母公開一首夏皮拉自己創作的歌「G'ruz」。
2023年的光明節，詩人祖爾·埃利希為他寫了一首名為《蠟燭》的詩，用希伯來語中「蠟燭」和「阿納爾」的諧音來紀念他的英勇，並且把他的八次扔回手榴彈的行為和光明節的八支蠟燭、八天的慶祝和贖罪日的服事禮儀相呼應。
奮計拯活命，
一三五至八。
數八燭火滅，
煙影逝風霞。——祖爾·埃利希《蠟燭》末段

## 另見
- 雷姆音樂節大屠殺